# Lux Pascal
Lux Pascal (4 giugno 1992) è un'attrice cilena naturalizzata statunitense e attivista transgender.

## Biografia
Nasce come Lucas Balmaceda Pascal il 4 giugno 1992 nella Contea di Orange, in California, figlia di José Balmaceda e Verónica Pascal, entrambi cileni esiliati dopo il colpo di stato del 1973, in quanto sua madre era la cugina di Andrés Pascal Allende, leader del Movimento della Sinistra Rivoluzionaria.  È l'ultima di quattro fratelli, tra cui l'attore Pedro Pascal. All'età di tre anni è tornata in Cile con i suoi genitori e il fratello Nicolás.
In Cile ha studiato al Saint George's College e, nel 2010, ha iniziato a studiare teatro presso la Pontificia università cattolica del Cile.
Ha rivelato di essere una donna transgender nel febbraio 2021, prendendo il cognome materno.
Dal 2011 ha una relazione con l'attore José Antonio Raffo.

### Carriera
Nel 2014, mentre era al suo quarto anno di teatro, ha recitato nello spettacolo teatrale La noche obstinada, del coreografo argentino Pablo Rotemberg.  In quello stesso anno debutta in televisione, entrando a far parte del cast della serie televisiva Los 80, dove ha interpretato Axel Miller. Nel 2015 è stata co-protagonista della soap opera Juana Brava di TVN, e l'anno successivo ha recitato nella soap opera Veinteañero a los 40 su Canal 13. Alla fine del 2016 ha debuttato al cinema in Prueba de actitud di Fabrizio Copano e Augusto Matte.
Nel 2017, ha fatto la sua prima apparizione in una serie internazionale, quando ha interpretato Elias nella terza stagione della serie Netflix Narcos, dove ha recitato con suo fratello Pedro.
Nel 2019 ha partecipato a tre produzioni cinematografiche cilene: No quiero ser tu hermano di Sebastián Badilla, Ella es Cristina di Gonzalo Maza e El príncipe di Sebastián Muñoz Costa del Río.

## Teatro
- 2014: La noche obstinada
- 2017: Tebas Land
- 2019: Kassandra

## Filmografia

### Cinema
- Baby Shower, regia di Pablo Illanes (2011)
- Poesia senza fine (Poesía sin fin), regia di Alejandro Jodorowsky (2016)
- Con Amor, regia di Stephen Cole Webley - cortometraggio (2016)
- Prueba de actitud, regia di Fabrizio Copano e Augusto Matte (2016)
- No quiero ser tu hermano, regia di Gonzalo Badilla (2019)
- Ella es Cristina, regia di Gonzalo Maza (2019)
- El príncipe, regia di Sebastián Muñoz Costa del Río (2019)

### Televisione
- Los 80 – serie TV, 4 episodi (2014)
- Juana Brava, regia di Nimrod Amitai – miniserie TV, 11 episodi (2015)
- 20añero a los 40 – serie TV, 11 episodi (2016)
- 12 días que estremecieron Chile – serie TV, 1 episodio (2017)
- Narcos – serie TV, 2 episodi (2017)
- Santiago Paranormal, regia di Sebastián Araya – miniserie TV, 1 episodio (2018)
- Invisible Heroes – serie TV, 6 episodi (2019)
- La jauría – serie TV, 8 episodi (2019-2020)

### Video musicali
- Francisca Valenzuela: Insulto (2015)
- Moral Distraída: Orgullo (2018)

## Riconoscimenti
- 2021 – Premios Caleuche[11]
  - Nomination Miglior attrice non protagonista per Ella es Cristina